# سوتیریوس کیرگیاکوس
سوتیریوس کیرگیاکوس (یونانی: Σωτήρης Κυργιάκος؛ زادهٔ ۲۳ ژوئیهٔ ۱۹۷۹) یک بازیکن فوتبال اهل یونان است.
وی همچنین در تیم ملی فوتبال یونان بازی کرده‌است.